# Rickettsia typhi
Espèce
Rickettsia typhi, également dénommé Rickettsia mooseri, est la bactérie responsable du typhus murin (du latin mus, muris, le rat), connu aussi sous les noms de typhus endémique, typhus des matelots, typhus du Nouveau Monde, typhus tropical, typhus des puces ou typhus endémique des puces.
Le typhus murin, contrairement à la fièvre typhoïde (typhus abdominal), est provoqué par la bactérie Rickettsia typhi et sévit dans les régions tropicales et subtropicales. Dans les pays tropicaux on le confond souvent avec la dengue. Il se transmet par la puce du rat (d'où la qualification de murin), la Xenopsylla cheopsis. Les symptômes sont, entre autres : mal de tête, fièvre, frissons, douleur aux articulations, nausée, vomissements et toux. Un diagnostic précis est possible au moyen d'un test sérologique.

## Sources
- (it) Cet article est partiellement ou en totalité issu de l’article de Wikipédia en italien intitulé « Rickettsia mooseri » (voir la liste des auteurs).